# 劇団銀河鉄道
劇団銀河鉄道（げきだんぎんがてつどう）は、東京都文京区本郷に本部を構える日本の人形劇団。放送作家であり劇作家で人形劇団「ひとみ座」を主宰した清水浩二が1979年（昭和54年）に「劇団銀河鉄道」を運営母体として設立した幼児・子供向けのぬいぐるみ人形劇団（着ぐるみ人形劇団）で、在籍劇団員数は約15名、年間平均約30ステージを公演、僅かながら現在も公演活動を継続中のぬいぐるみ人形の商業劇団である。

## 概要
初上演作品は「まえがみ太郎」（原作：松谷みよ子）（1979年/昭和54年）で、それまで他のぬいぐるみ人形劇団が成しえなかった和楽器の演奏なども交えたライブ感のある新鮮な舞台化を行った。本社・スタジオ（稽古場）などは東京都中央区に在り、地方公演時の連絡事務所が本州と九州などに在る。主な事業としては劇場、ホール、市民会館等で行うぬいぐるみ人形ミュージカル劇（着ぐるみ人形劇）の制作、実演、幼稚園や保育園への訪問公演、出張公演、ファミリーイベント、キャンペーン等での公演、ぬいぐるみ人形（着ぐるみ人形）の企画、製作などである。

## 主な演目
- まえがみ太郎（1979年5月）※劇団初上演作品。
- アンデルセン・あんでるせん（1980年5月）
- 青い鳥（1980年）
- 龍の子太郎（1981年5月）
- ヘンゼルとグレーテル（1983年5月）
- 日本昔ばなしシリーズPart.1（1984年11月）
- 日本昔ばなしシリーズPart.2（1984年6月）
- 走れ！ロロ（1986年10月）
- ちびっこ太郎（1987年10月）
- 日本昔ばなしシリーズPart.3（1988年11月）
- ちびっこカムのぼうけん（1989年10月）
- ピノキオ（1990年7月）
- 白雪姫と七人のこびと（1991年4月）
- オズの魔法使い（1993年5月）
- ぼくは王さま ウソとホントのたまごやき（1993年11月）
- おおかみと七匹のこやぎ（1995年5月）
- 3びきのこぶた＆金のがちょう（1996年10月）
- ジャックと豆の木（1997年5月）
- 日本昔ばなしシリーズ（新シリーズ）Part.1 つるのおんがえし＆なしとり兄弟（1997年10月）
- 小天狗vsコッコレンジャー（デリバリーシアターシリーズ/1999年3月）
- 龍の目の涙（デリバリーシアターシリーズ/1999年3月）
- 三匹のこぶた（デリバリーシアターシリーズ/1999年3月）
- ちびくろさんぼ（1999年）
- あかずきん＆みにくいあひるの子（2000年）
- 長靴をはいた猫、3のこぶた＆金のがちょう（2001年）
- ブレーメンのおんがくたい、ピノキオ、オズの魔法使い（2002年 - ）
- あかずきん＆みにくいあひるのこ、おおかみと7ひきのこやぎ（2004年 - ）
- 長靴をはいた猫（2006年 - ）
- アナシンと五、とりかえっこ、へっこき嫁さん（ぽっぽう劇場版/2006年）
- イソップ物語 うさぎとカメ＆王様の耳はロパの耳（2013年5月 - ）
- かさじぞう＆3まいのおふだ（2013年 - ）

など多数

## 過去と現在の主なスタッフ
- 脚本：清水浩二、若林一郎、鈴木悦夫、熊谷章、森正隆太郎 他
- 構成：関谷幸雄 他
- 演出：清水浩二、関谷幸雄、春日武夫、ふじたあさや、村松隆政、やまざきしゅう、熊谷章
- 音楽：横山青児、山本直純、岡田和夫、山口順一郎、クニ河内、筒井広志、後藤浩明
- 振付：大橋真紀子
- 人形デザイン：カワ・キヨコ
- 装置：倉本政則
- 舞台美術：倉本政典
- 照明：村山寛和（マーキュリー）、安原正雄（テイク・ワン）他
- 照明オペレーター：寺西岳雄
- 音響：宮崎誠二（スタジオえっせんす）他
- 音響オペレーター：川畑琢磨、菱谷理之、篠原明夫 他
- 人形製作：鈴木精一、カワ・キヨコ
- 衣装製作：コスチュームアート・ムトウ、五十嵐みちこ
- 大道具製作：金子大道具工房
- 舞台監督：仙波龍也、根本研二、山崎修 他
- 小道具製作・制作・製作著作：劇団銀河鉄道

## 付随情報
劇団テーマ曲（主題歌）
「銀河鉄道のうた」
- 作詞：秋山英昭
- 作曲：山本直純
- 歌：杉並児童合唱団　他

以上の主題歌は各演目の冒頭、公演会場で流れたり過去の時代に商品化されたカセットテープ、CD及び公式YouTubeチャンネルで聴く事が出来る。
- 劇団のいくつかの演目の音源はミュージックテープ(カセットテープによるソフト化)とCD化が成されているが、映像ソフト（VHS、DVD）は過去・現在に於いても全ての演目で一切ソフト化がされていない。然しながら過去、沖縄県内のテレビ局のみ「明治ファミリー劇場」として一部の公演演目のみテレビ放送された。
- 香川県内にある演劇団体「劇団 銀河鉄道」と本項目の『劇団銀河鉄道』は無関係である。